# Ук (приток Большого Аёва)
Ук — река в Омской области России. Устье реки находится в 175 км по правому берегу реки Большой Аёв в деревне Уки. Образуется слиянием рек Большой Ук и Малый Ук в селе Большие Уки. Длина реки составляет 8 км. Высота устья — 85 м над уровнем моря.

## Данные водного реестра
По данным государственного водного реестра России относится к Иртышскому бассейновому округу, водохозяйственный участок реки — Оша, речной подбассейн реки — бассейны притоков Иртыша до впадения Ишима. Речной бассейн реки — Иртыш.